# گارد سلطنتی سعودی
گارد سلطنتی سعودی (عربی: الحرس الملكي السعودي) واحدی در نیروی زمینی عربستان سعودی است که مسئولیت حفاظت از جان پادشاه و ولی‌عهد سعودی را بر عهده دارد. تعداد اعضای این گارد حدود ۳۳٫۰۰۰ نفر است و رهبری آن در حال حاضر بر عهدهٔ ژنرال سهیل بن المطیری است. اعضای گارد سلطنتی سعودی معمولاً دشداشه و چفیهٔ سفید می‌پوشند.